# Dimi Mint Abba
Dimi Mint Abba (en árabe: ديمي منت آبا‎,   ‎ 25 de diciembre de 1958 – junio de 2011) fue una de las músicas más famosas de Mauritania. Nació como Loula Bint Siddaty Ould Abba en Tidjikdja en una familia de casta baja ("iggawin") especializada en la tradición narrativa griot.

## Vida y carrera
Los padres de Dimi eran ambos músicos (su padre fue candidato a componer el himno nacional de Mauritania) y ella comenzó a tocar a edad temprana. Su carrera profesional comenzó en 1976, cuando cantó en la radio y luego compitió, al año siguiente, en el Concurso Umm Kalzum de Túnez. Su canción ganadora "Sawt Elfan" ("Pluma de Arte") contiene el estribillo "La pluma del arte es un bálsamo, un arma y una guía que ilumina el espíritu de los hombres", lo que puede interpretarse en el sentido de que los artistas juegan un papel más importante que los guerreros en sociedad.
Su primer lanzamiento internacional fue en el sello discográfico World Circuit, siguiendo una recomendación de Ali Farka Touré. En este álbum, estuvo acompañada por su esposo Khalifa Ould Eide y sus dos hijas.
Más tarde compuso canciones mauritanas famosas y populares como "Hailala" y "Koumba bay bay". Murió el 4 de junio de 2011 en Casablanca (Marruecos), tras un accidente escénico en El Aioun diez días antes cuando cantaba para el público saharaui. En su vida, Dimi había viajado ampliamente por países africanos, por Europa en 1989 y 2006, Estados Unidos en 1993 y  Australia en 2009.
Murió de una hemorragia cerebral. Mohamed Ould Abdel Aziz, expresidente de Mauritania, describió su muerte como "una pérdida nacional".

## Discografía
Álbumes
- Khalifa Ould Eide & Dimi Mint Abba, Música mora de Mauritania. World Circuit WCD 019, 1990.
- Dimi Mint Abba, Música y canciones de Mauritania, Auvidis Ethnic 1992.

Como artista contribuyente
- The Rough Guide to West African Music (en inglés), World Music Network, 1995
- Unwired: Africa, World Music Network, 2000